# Hans Singer
Hans Wolfgang Singer (Elberfeld, 29 november 1910 – Brighton, 26 februari 2006) was een Duits ontwikkelingseconoom die bekend is door de Prebisch-Singer hypothesis, die hypothesis verklaart dat de ruilvoet zich tegen producenten van basisproducten beweegt. Hij is een van de hoofdfiguren van heterodoxe economie.

## Biografie
Singer werd geboren in 1910 in Elberfeld. Hij was joods en wilde aanvankelijk arts worden. Later studeerde hij economie na het bijwonen van een reeks lezingen van de prominente economen Joseph Schumpeter en Arthur Spiethoff in Bonn. Met de opkomst van Adolf Hitler vluchtte Singer in 1933 naar het Verenigd Koninkrijk. In 1933 haalde Schumpeter John Maynard Keynes van de Universiteit van Cambridge ertoe over Singer als een van zijn eerste PhD-kandidaten te accepteren, en in 1936 behaalde Singer zijn doctoraatstitel. Hij schreef in 1937 en 1940 twee verhandelingen over werkloosheid. Keynes bewerkstelligde ook Singers vervroegde vrijlating nadat deze door de Britse overheid aan het begin van de Tweede Wereldoorlog was geïnterneerd. In 1938 vroeg Singer het Britse staatsburgerschap aan, met als referenties Keynes, William Beveridge, William Temple en de vicekanselier van de Universiteit van Manchester. Zijn verzoek werd in 1946 ingewilligd.
In 1947 was Singer een van de eerste drie economen die deel uitmaakten van de nieuwe afdeling Economie van de Verenigde Naties, waar hij twee decennia werkte. Tijdens zijn tijd bij de Verenigde Naties was Singer directeur van de economische afdeling van de Organisatie voor Industriële Ontwikkeling (UNIDO) en directeur van het Onderzoekinstituut voor Sociale Ontwikkeling (UNRISD), en hij was nauw betrokken bij de totstandkoming van het Systeem van Bretton Woods en de internationale financiële instellingen van na de Tweede Wereldoorlog.
In 1950 publiceerde hij een empirische studie die de kosten van internationale handel onderzocht, waarop hij kritiek kreeg van mede-economen Jacob Viner en Gottfried Haberler. Dat heeft geleid tot de beroemde hypothese van Prebisch-Singer samen met Raúl Prebisch, die standaard behandeld wordt in universitaire teksten over economische ontwikkeling. Nochtans werkten de twee economen niet samen, ze zijn afzonderlijk gekomen tot gelijkaardige conclusies. Singers verdedigers wijzen er op dat dat Singer blijkbaar de thesis vóór de meer bekende Prebisch neerschreef. Het fundamentele inzicht van de hypothese is dat, in een wereldsysteem waarin de armere landen zich specialiseren in basisproducten zoals minerale grondstoffen en landbouwproducten die dan aan geïndustrialiseerde naties worden verscheept die, beurtelings, geavanceerde producten verkopen aan armere naties, alle voordelen van de internationale handel naar de rijke naties zullen gaan.
Als resultaat van deze conclusie verdedigde Singer hartstochtelijk verhoogde buitenlandse hulp, in vele vormen, aan de ontwikkelende wereld om de onevenredige winst voor de ontwikkelde naties door handel te compenseren. Hij probeerde om een fonds voor "zachte leningen" te creëren, dat leningen aan rentevoeten onder de vrije markt aanbiedt, en door de Verenigde Naties moet worden beheerd. Dit werd systematisch geblokkeerd werd door de Verenigde Staten en het Verenigd Koninkrijk, die wensten controle te behouden over de uitgaven van de V.N. Hij werd daarom beschouwd als "een van de wilde mensen van de V.N." door Eugene R. Black van de Wereldbank en de Amerikaanse senator Eugene McCarthy. Zijn ideeën droegen bij tot de totstandbrenging van de Vereniging voor Internationale Ontwikkeling van de Wereldbank, het Ontwikkelingsprogramma van de Verenigde Naties en het Wereldvoedselprogramma.
Collega econoom Alec Cairncross heeft over Singer gezegd: "Er zullen weinig ontwikkelingslanden zijn die hij niet heeft bezocht en nog minder die hij geen advies heeft gegeven. Hij heeft tot meer academici gesproken dan enig andere econoom, dood of leven, op meer plaatsen en over een grotere verscheidenheid aan onderwerpen." Singer beïnvloedde net als Prebisch een aantal heterodoxe ontwikkelingstheoristen zoals Paul Baran en Andre Gunder Frank. Nochtans werd hij zelf niet beschouwd als een neo-Marxist, zelf vond hij dit ook niet.
In 1969 verliet hij de V.N. om lid te worden van het invloedrijke Instituut van de Studies van de Ontwikkeling bij de Universiteit van Sussex in Engeland. Hij schreef ongeveer 30 boeken en bijna 300 andere publicaties. Singer werd geridderd door Koningin Elizabeth II in 1994. In 2001 kende het V.N.-Wereldvoedselprogramma hem de Food for Life-prijs uit als erkenning van zijn bijdrage in de strijd tegen de honger in de wereld. In november 2004 werd de eerste toekenning van de Lifetime Achievement Award from the Development Studies Association aan Singer toegekend.
Singer stierf in Brighton op 26 februari 2006.